# 장로정치
장로정치(長老政治, 영어: gerontocracy)는 집단 내의 성인 구성원 중 가장 나이가 많은 지도자가 집단(독립체)을 통치 및 지배하는 과두제의 한 형태이다. 고대 그리스는 이러한 장로체제에 관한 생각을 유명한 플라톤의 말을 통하여 믿어지고 있는데, "나이가 든 사람들이 통치하고 젊은이들이 이것을 받아들이도록 해야 한다."라는 말이 그것이다. 이러한 믿음들은 그럼에도 불구하고 오직 고대 그리스만의 독특함은 하닌데, 아직도 많은 문화는 이러한 사고방식을 기본으로 하고 있기 때문이다. 이러한 정치적인 구조는 나이에 의해 정치적 실권을 집중시키고, 그 중 가장 연장자가 가장 큰 권력을 가진다. 이는 형식적이고 공식적인 위치에 의하여 권력이 주어지는 것이 아니라, 사람들이 권력을 직접 내주는 것에 의하여 이루어진다. 간단하게 정의하면, 장로정치 사회는 연장자에게 지도력을 제공하는 사회를 의미한다. 장로정치의 가장 좋은 예시는 과거 게루시아에 의하여 통치되었던 고대 그리스의 도시국가인 스파르타가 있다. 게루시아는 장로회로서 민회에서 선출된 최초 60세 이상의 구성원들로 구성되어 있었다.

## 같이 보기
- 연령 차별
- 정실주의